# Copa da UEFA de 1978–79
A Copa da UEFA de 1978–79 foi a oitava edição da Copa da UEFA, vencida pelo Borussia Mönchengladbach em vitória sobre o Estrela Vermelha de Belgrado no conjunto (1-1 e 1-0) Contou com a participação de 64 clubes. O Budapest Honvéd FC aplicou a maior goleada da competição, ao fazer 6-0 no Adanaspor.

## Primeira fase
| Equipe 1                 | Total  | Equipe 2                  | 1.º jogo     | 2.º jogo          |
| ------------------------ | ------ | ------------------------- | ------------ | ----------------- |
| Dukla Praga              | 2–1    | L.R. Vicenza              | 1–0 (Report) | 1–1 (Report)      |
| Milan                    | (p)1–1 | Lokomotíva Košice         | 1–0 (Report) | 0–1 (Report)      |
| PFC CSKA Sofia           | 3–5    | Valencia CF               | 2–1 (Report) | 1–4 (Report)      |
| Borussia Mönchengladbach | 7–2    | SK Sturm Graz             | 5–1 (Report) | 2–1 (Report)      |
| FC Argeş Piteşti         | 5–1    | Panathinaikos             | 3–0 (Report) | 2–1 (Report)      |
| Athletic Bilbao          | 2–3    | Ajax Amsterdam            | 2–0 (Report) | 0–3 (Report)      |
| Finn Harps Football Club | 0–10   | Everton                   | 0–5 (Report) | 0–5 (Report)      |
| Jeunesse Esch            | 0–2    | Lausanne Sports           | 0–0 (Report) | 0–2 (Report)      |
| FC Nantes                | 0–2    | SL Benfica                | 0–2 (Report) | 0–0 (Report)      |
| Sporting Gijón           | 3–1    | Torino                    | 3–0 (Report) | 0–1 (Report)      |
| S.C. Braga               | 7–3    | Hibernians FC             | 5–0 (Report) | 2–3 (Report)      |
| Galatasaray              | 2–6    | West Bromwich Albion F.C. | 1–3 (Report) | 1–3 (Report)      |
| Berliner FC Dynamo       | 6–6(a) | Red Star Belgrade         | 5–2 (Report) | 1–4 (Report)      |
| KuPS                     | 6–5    | Boldklubben 1903          | 2–1 (Report) | 4–4 (Report)      |
| FC Basel                 | 3–7    | VfB Stuttgart             | 2–3 (Report) | 1–4 (Report)      |
| FC Torpedo Moscow        | 7–3    | Molde F.K.                | 4–0 (Report) | 3–3 (Report)      |
| IF Elfsborg              | 3–4    | RC Strasbourg             | 2–0 (Report) | 1–4 (Report)      |
| MSV Duisburg             | 10–2   | Lech Poznań               | 5–0 (Report) | 5–2 (Report)      |
| Standard Liège           | 1–0    | Dundee United F.C.        | 1–0 (Report) | 0–0 (Report)      |
| I.K. Start               | 0–1    | Esbjerg fB                | 0–0 (Report) | 0–1 (Report)      |
| Arsenal F.C.             | 7–1    | Lokomotive Leipzig        | 3–0 (Report) | 4–1 (Report)      |
| FC Carl Zeiss Jena       | 3–2    | Lierse SK                 | 1–0 (Report) | 2–2 (Report)      |
| IBV                      | (a)1–1 | Glentoran FC              | 0–0 (Report) | 1–1 (Report)      |
| FC Twente                | 3–4    | Manchester City           | 1–1 (Report) | 2–3 (Report)      |
| Hibernian F.C.           | 3–2    | IFK Norrköping            | 3–2 (Report) | 0–0 (Report)      |
| FC Politehnica Timişoara | 3–2    | MTK Hungária FC           | 2–0 (Report) | 1–2 (Report)      |
| Pezoporikos Larnaca      | 3–7    | Śląsk Wrocław             | 2–2 (Report) | 1–5 (Report)      |
| Olympiacos               | 3–4    | Levski Sofia              | 2–1 (Report) | 1–3(aet) (Report) |
| Dinamo Tbilisi           | 3–1    | Napoli                    | 2–0 (Report) | 1–1 (Report)      |
| Hajduk Split             | 3–2    | SK Rapid Wien             | 2–0 (Report) | 1–2 (Report)      |
| Hertha BSC Berlin        | 2–1    | PFC Botev Plovdiv         | 0–0 (Report) | 2–1 (Report)      |
| Budapest Honvéd FC       | 8–2    | Adanaspor                 | 6–0 (Report) | 2–2 (Report)      |

## Segunda fase
| Equipe 1           | Total  | Equipe 2                  | 1.º jogo     | 2.º jogo          |
| ------------------ | ------ | ------------------------- | ------------ | ----------------- |
| Ajax Amsterdam     | 5–0    | Lausanne Sports           | 1–0 (Report) | 4–0 (Report)      |
| Budapest Honved FC | 4–2    | FC Politehnica Timişoara  | 4–0 (Report) | 0–2 (Report)      |
| Everton            | 2–2(a) | Dukla Praga               | 2–1 (Report) | 0–1 (Report)      |
| FC Argeş Piteşti   | 4–6    | Valencia CF               | 2–1 (Report) | 2–5 (Report)      |
| FC Carl Zeiss Jena | 0–3    | MSV Duisburg              | 0–0 (Report) | 0–3(aet) (Report) |
| FC Torpedo Moscow  | 2–3    | VfB Stuttgart             | 2–1 (Report) | 0–2 (Report)      |
| Hajduk Split       | 2–2(a) | Arsenal F.C.              | 2–1 (Report) | 0–1 (Report)      |
| Hertha BSC Berlin  | 2–1    | Dinamo Tbilisi            | 2–0 (Report) | 0–1 (Report)      |
| IBV                | 1–4    | Śląsk Wrocław             | 0–2 (Report) | 1–2 (Report)      |
| KuPS               | 1–6    | Esbjerg fB                | 0–2 (Report) | 1–4 (Report)      |
| Manchester City    | 4–2    | Standard Liège            | 4–0 (Report) | 0–2 (Report)      |
| Levski Sofia       | 1–4    | Milan                     | 1–1 (Report) | 0–3 (Report)      |
| RC Strasbourg      | 2–1    | Hibernian F.C.            | 2–0 (Report) | 0–1 (Report)      |
| S.C. Braga         | 0–3    | West Bromwich Albion F.C. | 0–2 (Report) | 0–1 (Report)      |
| SL Benfica         | 0–2    | Borussia Mönchengladbach  | 0–0 (Report) | 0–2(aet) (Report) |
| Sporting Gijón     | 1–2    | Red Star Belgrade         | 0–1 (Report) | 1–1 (Report)      |

## Terceira fase
| Equipe 1                 | Total | Equipe 2                  | 1.º jogo     | 2.º jogo     |
| ------------------------ | ----- | ------------------------- | ------------ | ------------ |
| Milan                    | 2–5   | Manchester City           | 2–2 (Report) | 0–3 (Report) |
| Borussia Mönchengladbach | 5–3   | Śląsk Wrocław             | 1–1 (Report) | 4–2 (Report) |
| Budapest Honvéd FC       | 4–3   | Ajax Amsterdam            | 4–1 (Report) | 0–2 (Report) |
| Esbjerg fB               | 2–5   | Hertha BSC Berlin         | 2–1 (Report) | 0–4 (Report) |
| RC Strasbourg            | 0–4   | MSV Duisburg              | 0–0 (Report) | 0–4 (Report) |
| Red Star Belgrade        | 2–1   | Arsenal F.C.              | 1–0 (Report) | 1–1 (Report) |
| Valencia CF              | 1–3   | West Bromwich Albion F.C. | 1–1 (Report) | 0–2 (Report) |
| VfB Stuttgart            | 4–5   | Dukla Praga               | 4–1 (Report) | 0–4 (Report) |

## Quartas-de-final
| Equipe 1           | Total  | Equipe 2                  | 1.º jogo     | 2.º jogo     |
| ------------------ | ------ | ------------------------- | ------------ | ------------ |
| Budapest Honvéd FC | 4–4(a) | MSV Duisburg              | 2–3 (Report) | 2–1 (Report) |
| Hertha BSC Berlin  | 3–2    | Dukla Praga               | 1–1 (Report) | 2–1 (Report) |
| Manchester City    | 2–4    | Borussia Mönchengladbach  | 1–1 (Report) | 1–3 (Report) |
| Red Star Belgrade  | 2–1    | West Bromwich Albion F.C. | 1–0 (Report) | 1–1 (Report) |

## Semifinais
| Equipe 1          | Total  | Equipe 2                 | 1.º jogo | 2.º jogo |
| ----------------- | ------ | ------------------------ | -------- | -------- |
| MSV Duisburg      | 3–6    | Borussia Mönchengladbach | 2–2      | 1–4      |
| Red Star Belgrade | (a)2–2 | Hertha BSC Berlin        | 1–0      | 1–2      |

## Final
| Equipe 1          | Total | Equipe 2                 | 1.º jogo     | 2.º jogo     |
| ----------------- | ----- | ------------------------ | ------------ | ------------ |
| Red Star Belgrade | 1–2   | Borussia Mönchengladbach | 1–1 (Report) | 0–1 (Report) |